# Jack Dawn
Jack Dawn (Covington, 10 de fevereiro de 1892 — Glendale, 20 de junho de 1961) foi chefe do departamento de maquiagem da Metro-Goldwyn-Mayer. Seu primeiro trabalho de importância foi Terra dos Deuses (1937), um projeto de Irving Thalberg, mas foi em O Mágico de Oz (1939), que Dawn desenvolveu novos efeitos de caracterização que influenciaram significativamente o campo da composição cinematográfica.

## Vida pessoal e família
Era pai de Wes Dawn que também era maquiador e que foi indicado a dois Emmys por seu trabalho nas minisséries The Winds of War, que foi ao ar em 1983, e War and Remembrance, que foi ao ar em 1988. O seu neto, Jeff Dawn, venceu o Oscar de melhor maquiagem e penteados por O Exterminador do Futuro 2 - O Dia do Julgamento Final.

## Filmografia parcial
- Maytime (1937)
- A Christmas Carol (1938)
- Love Finds Andy Hardy (1938)
- The Wizard of Oz (1939)
- Ninotchka (1939)
- Pride and Prejudice (1940)
- The Philadelphia Story (1940)
- Blossoms in the Dust (1941)
- Dr. Jekyll and Mr. Hyde (1941)
- Woman of the Year (1942)
- For Me and My Gal (1942)
- Random Harvest (1942)
- Du Barry Was a Lady (1943)
- Gaslight (1944)
- National Velvet (1944)
- Meet Me in St. Louis (1944)
- Thirty Seconds Over Tokyo (1944)
- The Picture of Dorian Gray (1945)
- Anchors Aweigh (1945)
- Week-End at the Waldorf (1945)
- The Harvey Girls (1946)
- The Postman Always Rings Twice (1946)
- The Yearling (1946)
- Easter Parade (1948)
- Little Women (1949)
- Neptune's Daughter (1949)
- The Stratton Story (1949)
- The Barkleys of Broadway (1949)
- That Midnight Kiss (1949)
- Madame Bovary (1949)
- In the Good Old Summertime (1949)
- On the Town (1949)
- Annie Get Your Gun (1950)
- The Asphalt Jungle (1950)
- Father of the Bride (1950)